# Topeliopsis globosa
Topeliopsis globosa är en lavart som beskrevs av Aptroot. Topeliopsis globosa ingår i släktet Topeliopsis och familjen Graphidaceae.   Inga underarter finns listade i Catalogue of Life.